# Hernán Cristante
Hernán Cristante, né le 16 septembre 1969 à La Plata (Argentine), est un  footballeur argentin, qui évoluait au poste de gardien de but au Gimnasia La Plata, au Deportivo Toluca, à Platense, aux Newell's Old Boys, à Huracán et à l'Universidad de Guadalajara ainsi qu'en équipe d'Argentine.
Cristante obtient six sélection avec l'équipe d'Argentine entre 1998 et 1995. Il participe à la Copa América en 1995 avec l'équipe d'Argentine.

## Carrière  joueur
- 1989-1993 : Gimnasia La Plata
- 1993-1994 : Deportivo Toluca
- 1994-1995 : Platense
- 1995-1996 : Deportivo Toluca
- 1996-1997 : Newell's Old Boys
- 1997-1998 : Huracán
- 1998-2010 : Deportivo Toluca
- 2010-2012 : Universidad de Guadalajara [2]

## Palmarès

### En équipe nationale
- 6 sélections et 0 but avec l'équipe d'Argentine entre 1989 et 1995

#### Avec le Deportivo Toluca
- Vainqueur de la Coupe des champions de la CONCACAF en 2003
- Vainqueur du Championnat du Mexique en 1999 (Tournoi d'été), 2000 (Tournoi d'été), 2002 (Tournoi d'ouverture) et 2005 (Tournoi d'ouverture)

## Carrière entraineur
- fév. 2016-2016 :  Coras de Tepic
- 2016- :  Toluca FC